# Batalla de Torote
La batalla de Torote fue una habida en Castilla el 7 de abril de 1441, durante la Guerra civil castellana de 1437-1445, junto al río Torote, cerca de Alcalá de Henares, por las tropas de Juan II de Castilla y el condestable Álvaro de Luna contra la Liga nobiliaria que agrupaba a los principales linajes castellanos, opuestos a la privanza del poderoso valido del rey.

## Desarrollo
Por la Liga nobiliaria figuraban las huestes de Iñigo López de Mendoza, marqués de Santillana, con experiencia guerrera contra Aragón y Granada, acompañado de su hijo Pedro Lasso de la Vega, y las de los Manrique (Gabriel Fernández Manrique, comendador mayor de Castilla, con unos doscientos hombres de armas y sesenta jinetes), el almirante Enríquez y el conde de Benavente. Por el Rey y el Condestable, las de Juan Carrillo de Toledo, adelantado de Cazorla, curtido en la frontera de Granada y jefe de las fuerzas del arzobispo de Toledo, Juan de Cerezuela, hermano del Condestable: unos quinientos jinetes y mil doscientos peones. La batalla se describe en la Crónica de Juan II y en la Crónica del Halconero.
La refriega duró unas tres horas y constituye uno de los escasos ejemplos de enfrentamiento directo en el seno de un conflicto caracterizado antes por la amenaza y la disuasión que por el choque. Por otra parte, la batalla de Torote representa un acabado ejemplo de la aplicación del ardid o celada conocido como huida fingida o tornafuy, tornafuye o tornatrás por parte del astuto Juan Carrillo, una estratagema habitual en el contexto táctico que reflejaba la superioridad de la caballería ligera al estilo musulmán sobre las mesnadas y la caballería pesada cristiana a la antigua. Las tropas del Adelantado eran numéricamente superiores y supieron caer por sorpresa sobre las de la Liga, que no quisieron caballerescamente eludir la batalla dando la espalda al enemigo ni reagruparse en terreno y oportunidad más favorable; por otra parte, el comendador Manrique se portó poco valientemente, y tras cambiar unos cuantos golpes huyó cobardemente del campo con algunos de los suyos incrementando la inferioridad de su bando y dejándolos solos.
Veinte caballeros de la Liga murieron en el campo y otros ochenta quedaron prisioneros del Adelantado de Cazorla; los vendedores perdieron a siete caballeros, uno de ellos el propio hijo de Juan Carrillo, quien quedó además herido; ciento cincuenta caballos de ambos bandos quedaron muertos. El bajo número de hombres muertos entre los de la Liga, pese a la superioridad numérica del enemigo, se debe al uso de armaduras típico de la caballería pesada. Don Íñigo López de Mendoza, sin embargo, fue herido de un virotazo en el brazo derecho, y fue a reponerse a Guadalajara.